# Coryphaenoides affinis
Coryphaenoides affinis är en fiskart som beskrevs av Günther, 1878. Coryphaenoides affinis ingår i släktet Coryphaenoides och familjen skolästfiskar. Inga underarter finns listade i Catalogue of Life.